# Flint Town United Football Club
Maillots
Actualités
Le Flint Town United Football Club est un club de football gallois fondé en 1886 et basé dans la ville de Flint, dans le Flintshire, au nord-est du pays de Galles.
Pour la saison 2011-2012, le Flint Town United FC est en compétition en Cymru Alliance (deuxième division galloise), une compétition qu'il a remporté une fois.

## Repères historiques
- 1886 : Le club est fondé et joue ses matchs au Strand Park, un stade situé au bord de la Dee.

## Palmarès
- Championnat du pays de Galles de deuxième division
  - Champion : 1991

## Joueurs et personnages du club

### Entraîneurs du club
| Nom          | Période              |
| ------------ | -------------------- |
| Les Davies   | mai 1992-avril 1994  |
| Dixie McNeil | avril 1994-mars 1995 |

| Nom         | Période        |
| ----------- | -------------- |
| Stefan Rush | mars 1995-1997 |
| Steve Myers | août 1997-1998 |

| Nom         | Période     |
| ----------- | ----------- |
| ...         |             |
| Paul Davies | aujourd'hui |

Source : Flint Town, welsh-premier.com.